# Safta Bogdan
Safta Bogdan  a fost fiica logofătului Ion Bogdan. Ea a fost căsătorită cu spătarul Constantin Costache, fiul lui Iordache Costache, neam cu rol important în treburile politice ale Moldovei la sfârșitul sec. al ХVІΙΙ-lea și începutul sec. al ХΙХ-lea.
Documente de epocă atestă calitatea ei de ctitor al schitului Orgoiești, din care se păstrează și astăzi biserica de lemn.

## Testament (fragment original)
„1799, septembrie 9

De vreme ce întâmplarea cea viitoare iaste nevazută și însași îngerilor necunoscută pentru că numai la Dumnezeu toate sunt cunoscute. Drept aceea eu cea mai de jos iscălită am socotit mai înainte de a nu mă cuprinde sfârșitul vieții mele să fac diată  și să arăt voința mea către moștenitorii mei, dar întâi mă rog lui Dumnezeu ca să-mi ierte păcatele mele ce am greșit în lumea aceasta. Așișderea mă rog tuturor creștinilor ca să mă ierte asămene și eu pe toți îi iert, și fiind înaintea lui Dumnezeu greșită și spre ușurarea sufletului meu am făcut un schit, la fundul Orgoieștilor cari păr acum sfârșit n-au luat și dau și afierosăscu bucățică de moșie pe care este facerea schitului, cum și alta bucățică de moșie ce iaste la Vlădești cu vad de moară, și zăce pogoane vie ce iaste la Necorești pe dealul Sârbilor, și un sălaș de țigani să i se dea din clironomiile  mele.............”—Semnează Safta Bogdan și un martor cu semnături indescifrabile - 1799 septembrie 9 și Iacob, mitropolitul Moldovei, 1799 septembrie 28 - semnătura

## HrisovulDomnitorului Ion Alexandru Constantin Moruzi(fragment original)
„1805 iulie 1

Facem știre prin acest hrisov al Domniei mele..........

Apoi fiindcă pe această moșie Negomireștii se află un schit făcut de domneaei spătăreasa Safta, fiica răposatului boier Ioan Bogdan bâl vel logofăt, unde se cinstește și se prăznuiește hramul celui dintru Sfinții părintelui nostru Nicolae, arhiepiscopul Miralichei, făcătorul de minuni, carele schit iaste vrednic de tot ajutorul pentru bunăstare și întemeierea lui, domnia mea dau dintru a noastră bunăvoință și râvnă ce avem către sfintele lui Dumnezeu lăcașuri, milostivindu-ne  am afierosit și am desăvârșit danie sfântului schit mai sus numit, de la Negomirești, toată moșia aceasta Negomirești cu siliștea veche ce se găsește pe dânsa și cu tot hotarul și venitul ei, a cărei venit ce va ieși pe tot anul să fie pentru ajutorul și cea în toată vremea bună stare și podoabă a sfintei biserici cum și spre chiverniseala celor ce vor fi slujitori și petrecători acolo........”—Scrisu-s-au hrisovul acesta la scaunul Domniei mele în orașul Eșii, în al treilea an a Domniei noastre ce-i de al doilea la Moldova și s-au dat la anul 1805 iulie 1. - pecetea cu numele domnitorului